# No Surprises/Running from Demons
No Surprises/Running from Demons är en EP av det brittiska bandet Radiohead, utgiven i december 1997.

## Låtlista
1. "No Surprises" – 3:49
2. "Pearly*" – 3:38
3. "Melatonin" – 2:08
4. "Meeting in the Aisle" – 3:07
5. "Bishop's Robes" – 3:23
6. "A Reminder" – 3:51